# Dodenrijk

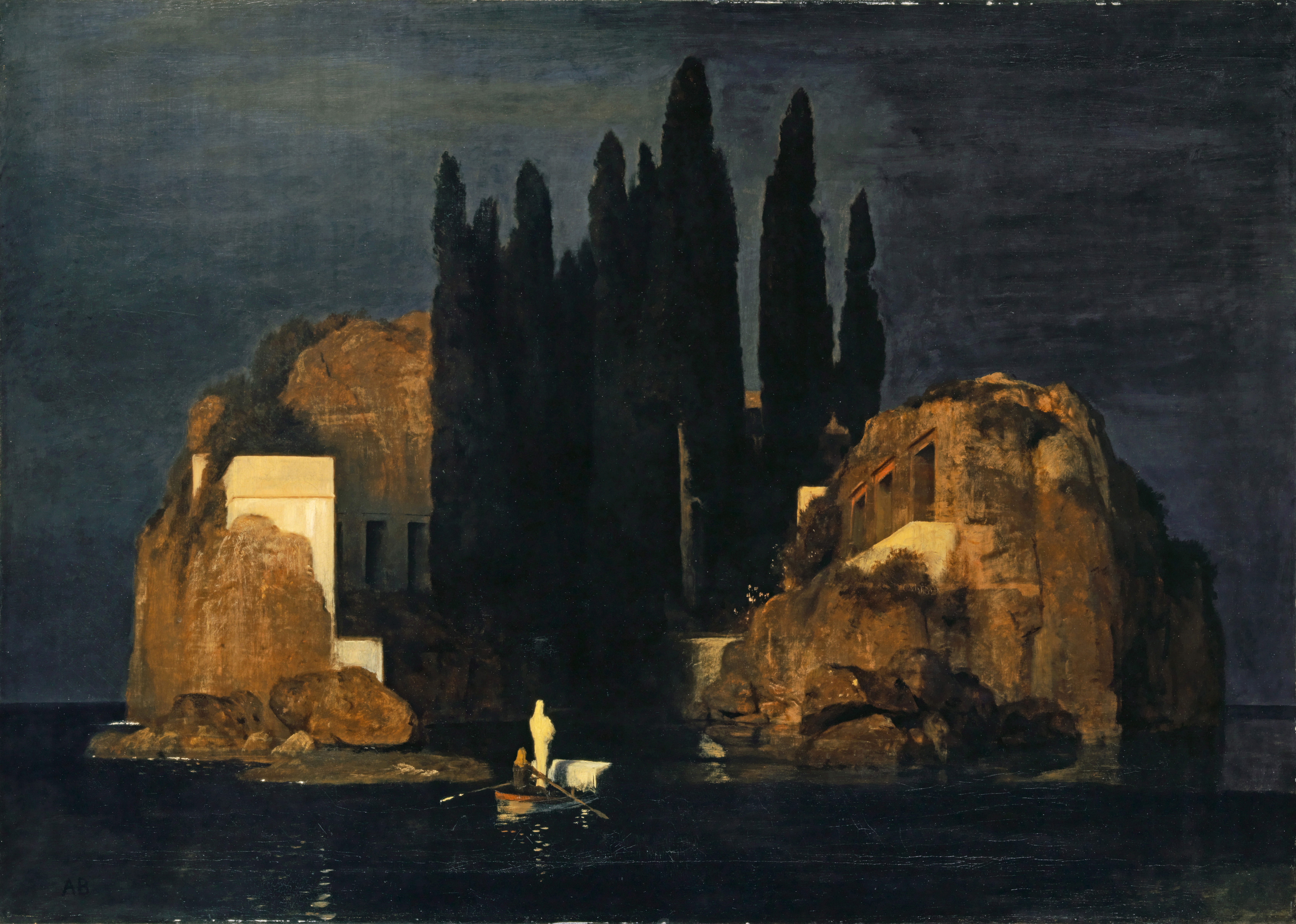
Eiland van de Doden, Arnold Böcklin (1880)

Het dodenrijk is een opvatting uit de religie en de mythologie en betreft een plek waar de overledenen heen gaan. Het dodenrijk bestaat meestal uit een 'schaduwkoninkrijk' (de hel) en een paradijs (een soort hemel).

## Oude Egypte
In het Oude Egypte dacht men dat als men spullen in het graf van de overledene zou leggen deze die zou meenemen naar het dodenrijk. Volgens de Oude Egyptenaren lag het dodenrijk Doeat aan de westkant van de Nijl. Osiris was er de heerser.

## Griekse mythologie
De Grieken duidden het dodenrijk met Hades, schimmenrijk of onderwereld aan, termen die werd overgenomen in de Romeinse mythologie. Hades, soms vereenzelvigd met Erebos, was ook de naam van de god van de onderwereld, zoon van Kronos en Rhea en echtgenoot van Persephone. In de Romeinse mythologie werd de god Hades met Pluto aangeduid.

### Verschillende delen
De onderwereld had als gruwelijkste gedeelte Tartaros, waar de schimmen of geesten van de doden naartoe werden gestuurd als ze slecht geleefd hadden. Voorbeelden hiervan zijn Sisyphos en Tantalos, die toen ze stierven, voor eeuwig kwellingen moesten doorstaan.
Een lieflijker deel van de onderwereld was het Elysion, waar degenen die een goed leven geleid hadden terecht kwamen. Volgens de verhalen kwam Aeneas hier zijn vader Anchises tegen.
Het derde en laatste deel van de onderwereld was een plek zonder hoop of vrees. Hier werden allen heen gestuurd die een normaal doorsnee leven hadden geleid - goed noch slecht. Deze plek werd de Asphodel of de velden van de Asphodel genoemd, vernoemd naar een eetbare plant die erg neutraal van smaak is. Wie hier terechtkwam, mocht als vleermuis voor de rest van de eeuwigheid rondvliegen en rondlopen.

## Vroeg Judaïsme
In de Hebreeuwse Bijbel is de oudste verwijzing naar een dodenrijk de opvatting dat de overledene aan het einde van zijn leven "met zijn voorvaders verenigd werd" (zie bijvoorbeeld Genesis 25:8,17; 35:29) en in het dodenrijk Sjeol afdaalde (zie bijvoorbeeld Psalm 30:4), in Nederlandse vertalingen wordt Sjeol vertaald met "graf". Net als in omringende landen kende het oude Judaïsme de opvatting dat de doden een schaduwbestaan hadden in het dodenrijk, het land van stof (zie bijvoorbeeld Psalm 22:30; Jesaja 26:19), het rijk van duisternis (zie bijvoorbeeld Job 10:21,22; 17:13; Psalm 88:7,13) en vergetelheid (zie bijvoorbeeld Psalm 88:13). Dit dodenbestaan werd door een verminderde vorm van leven gekenmerkt door krachteloosheid, bewusteloosheid, zwakte (zie bijvoorbeeld Job 14:21; Psalm 88:5; Jesaja 14:10) en onwetendheid (Prediker 9:5).
Bepaalde tradities kenden een verbinding tussen de wereld van de levenden en het dodenrijk Sjeol, zoals het verhaal waarin Saul de overleden profeet Samuel raadpleegde bij de geestenbezweerster van Endor (1 Samuel 28:3-25). In de officiële religie was er echter een strenge scheiding tussen JHWH, de god van de levenden (zie bijvoorbeeld 2 Koningen 19:4; Psalm 42:3) en de doden. Het dodenrijk lag buiten de macht van God en de doden aanbaden God niet (Psalm 6:6; 30:10; 88:11-13; Jesaja 38:18,19; Sirach 17:27,28). Maar er zijn vondsten gedaan uit de 8e eeuw, zoals de grafinscriptie Chirbet el-Qōm en zilveren rolletjes met de Aäronische zegen in een graf van Ketef Hinnom, waarin het rijk van JHWH werd uitgebreid en hij de beschermgod werd van een dode man.

## Christendom
Ook in het Nieuwe Testament komt men het begrip 'dodenrijk' tegen en is het de plaats waar (bepaalde) doden verblijven. Hierin verblijven de gelovige doden sinds de opstanding van Jezus Christus in de hemel. Voorts is er in de Bijbel sprake van dat de doden op de zogenoemde dag des oordeels uit het dodenrijk zullen worden opgewekt om door God te worden geoordeeld. Het dodenrijk zelf zou dan ten ondergaan.

## Noordse mythologie
In de Noordse mythologie werd de onderwereld Helheim of Niflheim genoemd - ijskoude hel of nevelrijk, soms ook Hel, naar Hel, de godin van de onderwereld, maar dit dodenrijk is niet vergelijkbaar met de christelijke hel. Er komen niet alleen moordenaars of anderen die gestraft worden en het is niet speciaal een verschrikkelijke plaats. Iedereen die niet vanwege uitmuntende dapperheid naar de hallen van Freya of Odin, respectievelijk Sessrumnir en Walhalla, worden gebracht door de Walkuren belandt bij Hel. Dat zijn dus zieken, ouderen, vrouwen en mannen die een natuurlijke dood waren gestorven. Garmr (een hellehond) bewaakt de poort van het voorportaal Gnipahellir.